# 朗屏8號
朗屏8號（英語：The Spectra）位於香港新界元朗區擴業街8號，屬港鐵朗屏站上蓋物業，由嘉華國際集團、信和置業及港鐵公司共同發展，提供912個住宅單位及88個車位，由王董建築師事務設計。於2018年1月31日入伙。項目於2016年3月開售，示範單位設於荃灣嘉達環球中心。

## 住宅
物業由4座物業組成（1座，2座，3座，5座，不設4座）提供912伙單位。開放式實用面積約200餘平方尺，1房實用面積約300餘平方尺，2房實用面積則約400餘至500餘平方尺，開放式至2房戶佔全盤約六成，至於3房佔約30%，實用面積約500餘至700多平方尺，4房單位逾800平方呎。
所有樓宇均採用日立提供的升降機。

## 設施
政府賣地時地契列明要以實用為主，會所位於第3座及5座旁，佔地1.9萬方呎，連園林約5.7萬平方呎。設施包括室外泳池、兒童嬉水池、健身室及兒童遊樂場等。各座地下設花園，有室外兒童遊樂場及休憩空間。
地庫設停車場提供80個住客車位、9個電單車位及122個單車位。

## 公共設施
根據地契，發展商需負責建一幢政府樓宇，設於物業5座旁，提供寄宿安老院暨日間護理所、日間護理中心及專用車位。政府大樓旁有巴士總站。

## 宣傳
朗屏8號的廣告宣傳以「MORE THAN GREEN」為主題。廣告運用航拍及GoPro錄像器材拍攝，展示元朗區的特色，包括元朗公園、YOHO MALL、朗河路旁一段名為「時光隧道」的行人隧道、香港濕地公園、下白泥及南生圍等。

## 興建圖片

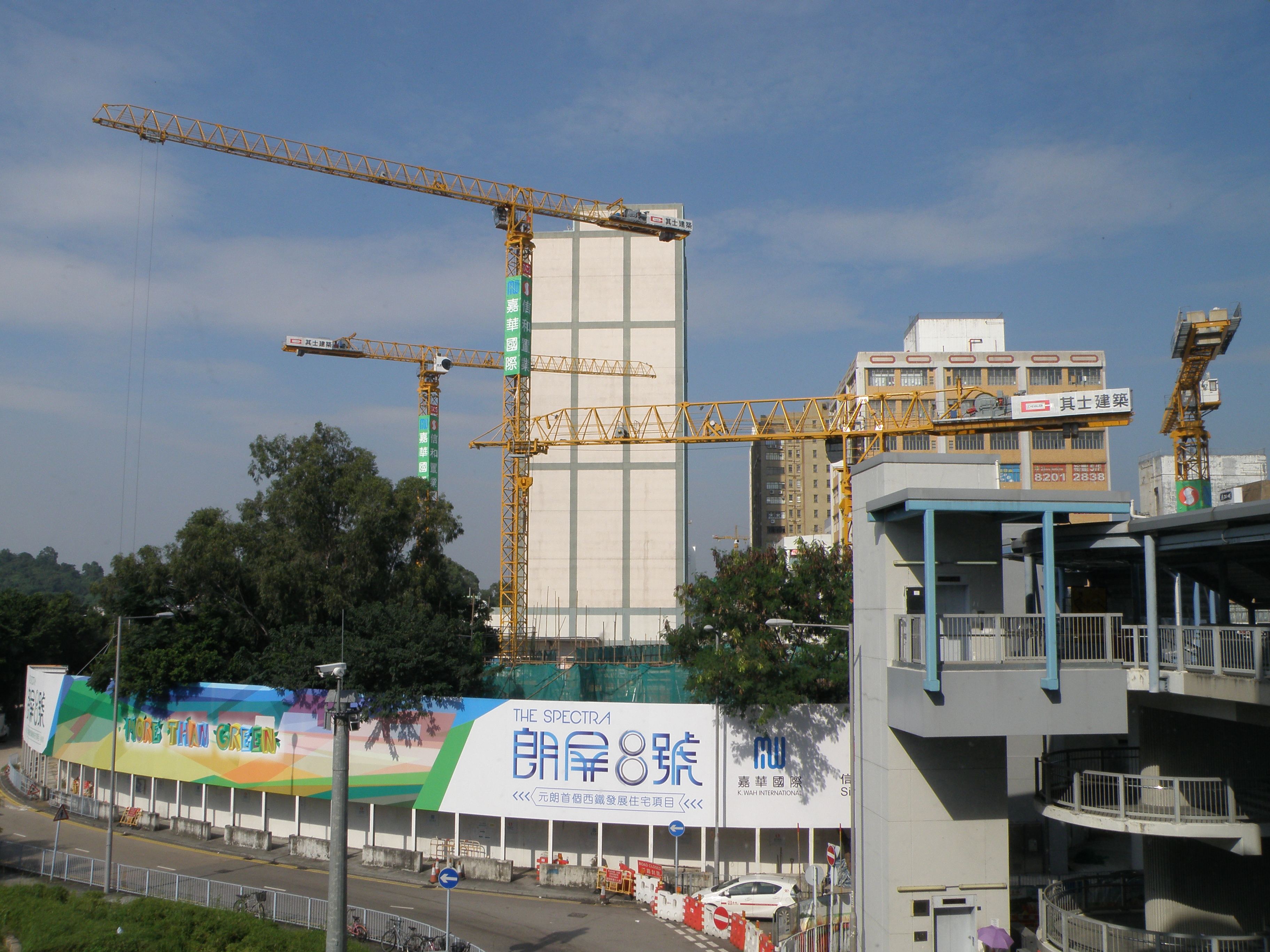
2015年10月
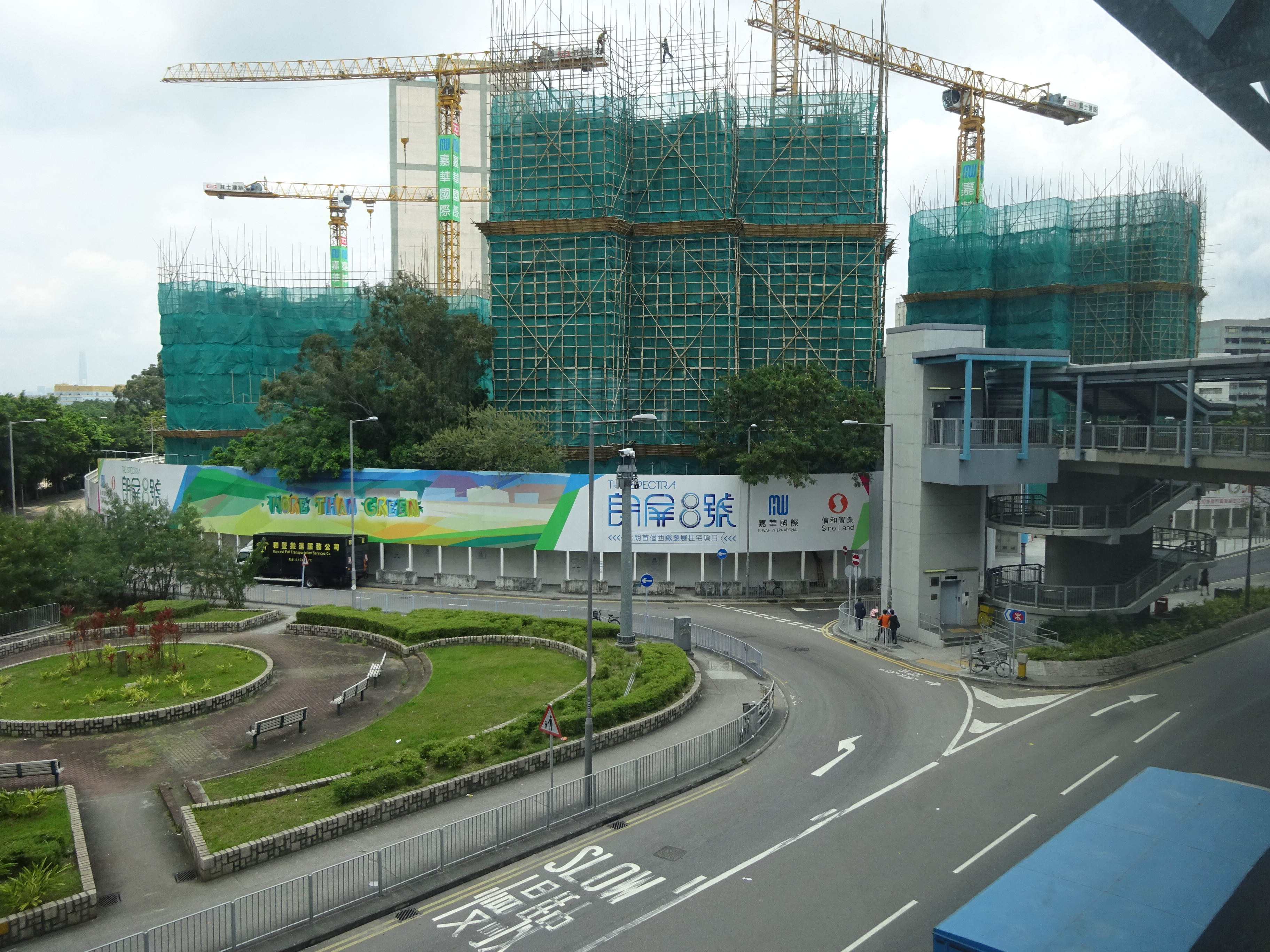
2016年4月
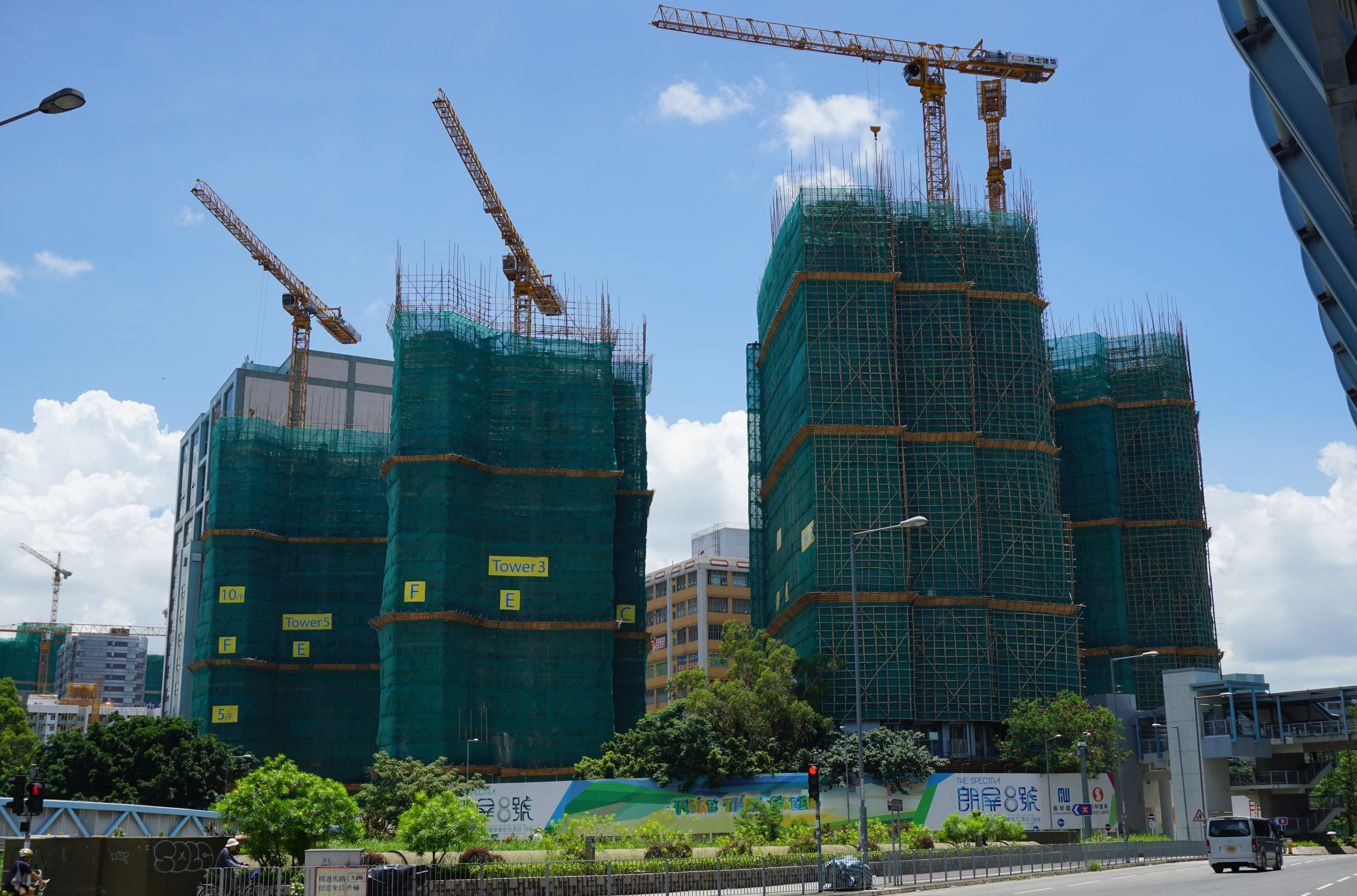
2016年6月
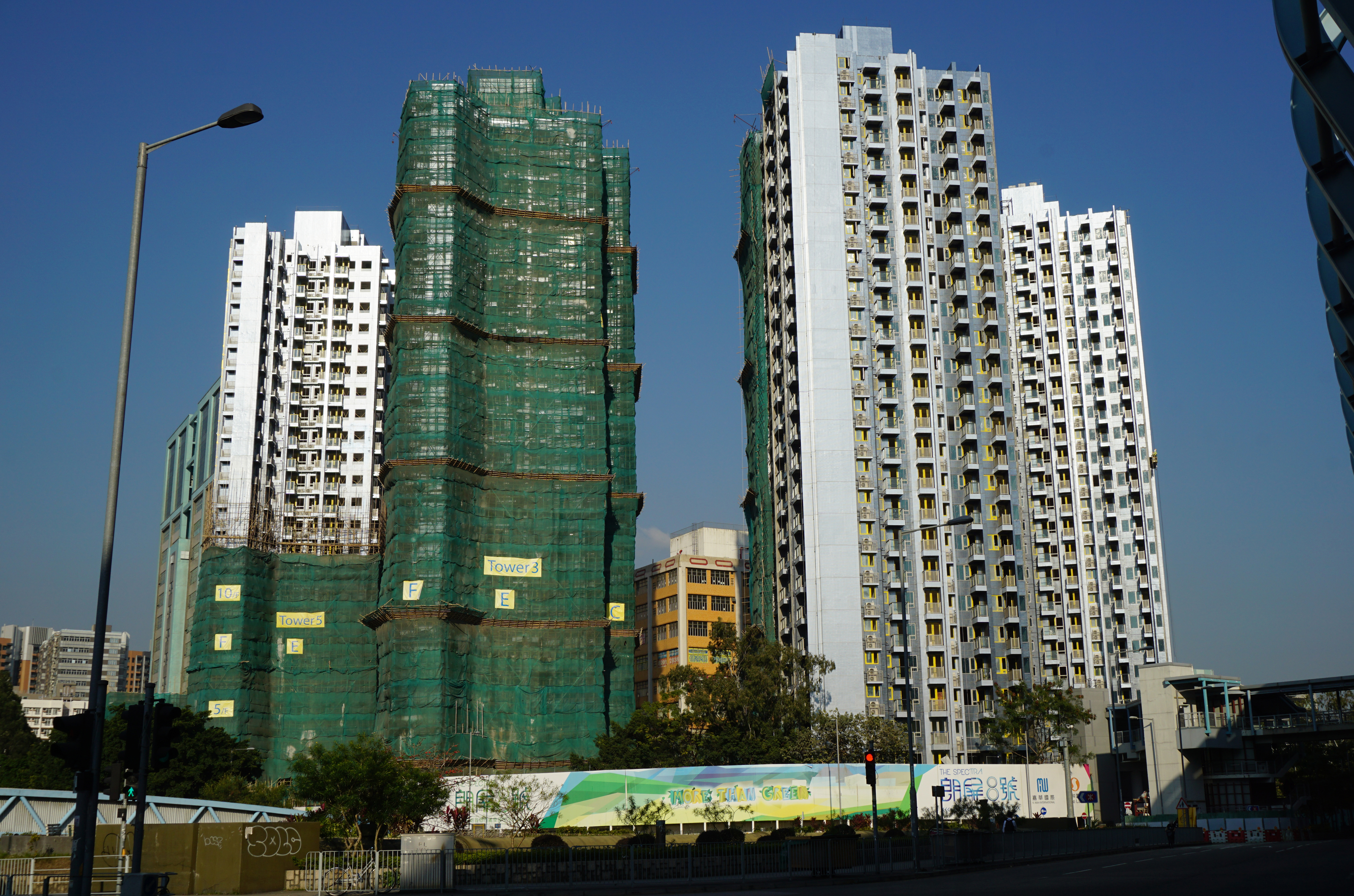
2017年2月
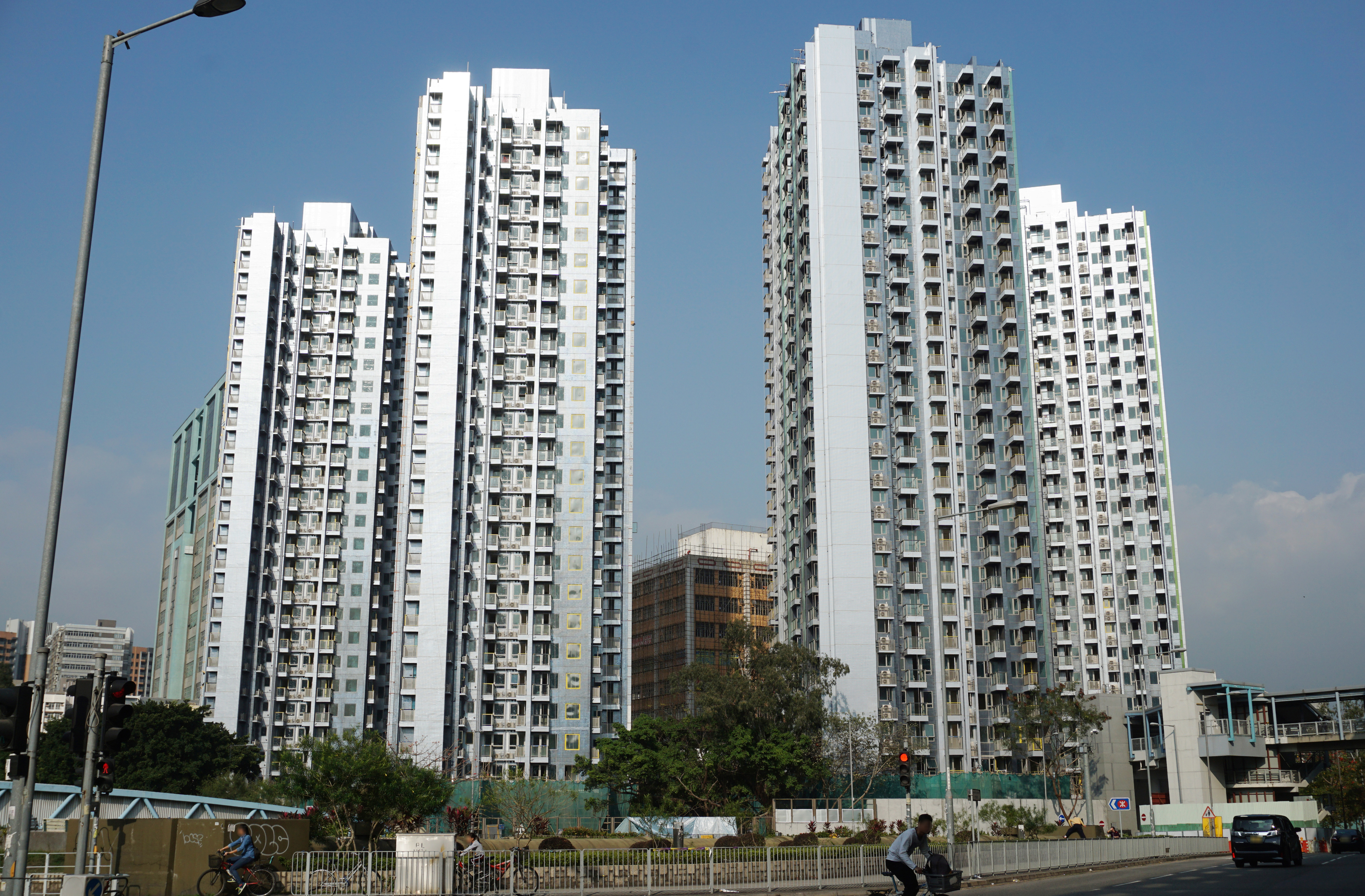
2017年3月

## 註解
1. ↑  為九廣鐵路公司之代表

## 外部連結
- 官方网站